# Droog
Droog（ドルーグ）は、日本の4人組ロックバンド。大分県別府市出身。

## メンバー
- カタヤマヒロキ（ボーカル・作詞・作曲、1991年10月27日 - ）FMヨコハマにてラジオパーソナリティー（Oldies But Goodies）も務める。スヌーピー好き。
- 荒金祐太朗（あらかね ゆうたろう・ギター・作曲、1991年5月7日 - ）
- 多田拓斗（ただ たくと・ベース、1991年10月6日 - ）
- 右田智弘（みぎた ともひろ・ドラム、1992年2月18日 - ）

## 概要・来歴
メンバー全員大分県別府市出身。小学校6年生のときに原型となるバンドを結成。
2007年よりバンド名をスタンリー・キューブリック監督の映画『時計じかけのオレンジ』よりDroogに命名。
大分県内のライブハウスを中心に活動を始め、2008年幼稚園からの幼なじみである、カタヤマヒロキ、荒金祐太朗、多田拓斗、右田智弘の現メンバーで初ライブを行なう。当時はTHE MAD CAPSULE MARKETSの曲などをカバーしていた。
その後大分のバンドコンテスト「ロックンロール・ハイスクール Vol.1」で優勝。既に大分のライヴハウス界隈ではその名を知らない人間はいない存在となる。
2010年2月10日、1st Mini Album『Droog』をリリース。地元タワーレコード大分店では倖田來未、木村カエラのベストアルバムを押さえてまさかの週間総合チャート1位を記録。
2010年10月6日、2nd Mini Album
「Violence」をリリース。
2011年8月3日、3rd Mini Album『LOVE SONGS』でメジャーデビュー。
2012年5月23日、1st Full Album『End of teenage』をリリース。
2013年5月15日、2nd Full Album
『ぶっとびぱなし』をリリース。
2014年5月14日、1st Single
「In A Ghost World」をリリース。
2016年8月3日、3rd Full Album『命題』をリリース。
2016年12月21日、4th Mini Album『Monochrome』で再メジャーデビュー。
音楽評論家大貫憲章が「日本のロックの未来を担う」と絶賛。
2018年5月5日、無期限で活動休止することを発表。

## ディスコグラフィ

### 参加作品
| 発売日         | タイトル                                        | 規格品番   | 収録曲  | 備考      |
| -------------- | ----------------------------------------------- | ---------- | ------- | --------- |
| 2011年05月25日 | 「クローズ×WORST」 トリビュートソング・アルバム | AVCD-38248 | 12.人類 | avex trax |

## ミュージックビデオ
| 監督       | タイトル                       |
| ---------- | ------------------------------ |
| 猪俣ユキ   | 「In A Ghost World」           |
| 国広万里子 | 「Johnny&Vicious」             |
| 川口潤     | 「ロックンロール以外は全部嘘」 |
| 番場秀一   | 「LOVE SONG」                  |
| 小嶋貴之   | 「からかわないで」             |
| 小嶋貴之   | 「人類」                       |

## タイアップ一覧
| 起用年 | タイトル              | タイアップ                                                             |
| ------ | --------------------- | ---------------------------------------------------------------------- |
| 2012年 | いざさらば 書を捨てよ | Podcasting番組『平山雄一のロックおやじのひとりごと』オープニングテーマ |
| 2013年 | Johnny&Vicious        | テレビ神奈川『Mutoma』5月度オープニング/エンディングテーマ             |

## 主なライブ

### ワンマンライブ・主催イベント
- 2010年 - Droog Live Tour 2010
- 2011年09月03日〜10月14日 - Droog GIG TOUR 2011 ALL THE YOUNG PUNKS
- 2011年11月06日 - Droog Presents Oneman GIG ALL JAPAN ROCK HORROR SHOW in TOKYO
- 2012年05月30日〜07月08日 - Droog GIG TOUR 2012 -End of teenage-
- 2012年11月02日〜12月08日 - Droog 2MAN TOUR ALL ROCK HORROW SHOW
w/黒猫チェルシー/オワリカラ/ザ50回転ズ/MO'SOME TONEBENDER/小林太郎
- 2013年05月17日〜07月20日 - Droog やけっぱちTOUR 2013
w/忘れらんねえよ/THE NAMPA BOYS/首振りDolls/White Cats/ザ50回転ズ/爆弾ジョニー/黒猫チェルシー
- 2013年09月22日 - Droog presents「地獄めぐり」 vol.1 Droog vs 爆弾ジョニー
- 2013年10月27日 - Droog presents「地獄めぐり」 vol.2 Droog vs hotspring
- 2013年11月23日 - Droog presents「地獄めぐり」 vol.3 Droog vs SUPER BEAVER
- 2014年05月17日〜07月20日 - Droog TOUR 2014～地獄めぐり～
w/ビレッジマンズストア/the twenties/首振りDolls/THE PINBALLS/Large House Satisfaction/夜の本気ダンス/さよなら、また今度ね、/プラズマJAPJET/ブルーノイティキャッツ/MorningErections/ステファニーキャット/gyro-captain/THE TIMELESS/THE NEATBEATS/THE BOYS&GIRLS/KiNGONS/BAZRA/小林太郎
- 2014年12月05日・13日 - roog ～MAKE A GIRL TOUR 2014～
w/THE BOHEMIANS
- 2015年01月22日〜02月14日 - Droog × Large House Satisfaction × ビレッジマンズストア スリーマン全国ツアー「一斉射撃」
w/THE PIPES/プラズマ JAP JET/Drop's
- 2015年05月01日〜07月12日 - Droog presents 3ヶ月連続企画「VS」
w/KING BROTHERS/おとぎ話/The Pinballs/黒猫チェルシー
- 2015年10月23日〜12月25日 - Droog "naked droog"tour 2015
w/ビレッジマンズストア / The Pinballs / THE SLUT BANKS / SIX LOUNGE / つしまみれ / ソンソン弁当箱
- 2015年10月27日 - カタヤマヒロキ生誕祭アコースティック ワンマンライブ「地獄へよォーこそ!」
- 2016年03月16日 - unplugged droog ONEMAN SHOW"地獄へよォーこそ!"
- 2016年08月11日〜10月14日 - Droog『命題』release Tour
w/Audio Tree / Jr.alcohol / myeahns / The cold tommy
- 2016年12月16日 - 4th Mini Album「Monochrome」Pre-Event ～リリース直前!新曲お披露目ワンマン～
- 2017年02月15日〜02月22日 - QOOLAND&Droogダブルリリースツアー「レッツゴークレイジー!」
w/GRAND FAMILY ORCHESTRA / Half time Old / シンガロンパレード

### 出演イベント
- 2010年04月03日 - PUNKSPRING 2010
- 2010年05月29日 - ROCKS TOKYO 2010
- 2010年08月07日 - SUMMER SONIC 2010
- 2010年08月08日 - ROCK IN JAPAN FESTIVAL 2010
- 2010年08月20日 - AOMORI ROCK FESTIVAL '10 ～夏の魔物～
- 2010年11月06日 - スペシャ ザ ワールド vol.1 ～SLS15th×列伝10th～
- 2010年11月15日 - COUNTER ATTACK IS HIS NEW JOY Vol.10
- 2010年12月30日 - FM802 ROCK FESTIVAL RADIO CRAZY 2010
- 2011年01月24日・25日・29日 - ザ・キャプテンズ 10th Anniversary 7DAYS☆失神天国
- 2011年05月22日 - MAN WITH A MISSION JAPAN MARKING TOUR 2011
- 2011年07月14日 - スペースシャワー列伝 第85巻 ～三面鏡(さんめんきょう)の宴～
- 2011年09月23日 - GG11 -GG 10th Anniversary-
- 2012年03月18日 - MUSIC CUBE 12
- 2012年03月20日 - SANUKI ROCK COLOSSEUM～BUSTA CUP 3rd round～
- 2012年05月05日 - COMIN'KOBE12
- 2012年06月12日 - June RockDaze!
- 2012年07月06日 - 熱狂の箱 vol.4
- 2012年07月22日 - JOIN ALIVE 2012
- 2012年08月11日 - TREASURE05X 2012 ～glowing treasure 1st day～
- 2012年08月25日 - RockDaze!2012
- 2012年08月31日 - RADIO BERRY ベリテンライブ2012 ～HEAVEN'S ROCK Utsunomiya VJ-2～
- 2012年09月18日 - CLUB Que Shimokitazawa 「新夜想曲第十八番・ウタゲアリキ」 No.18 anniversary ～18周年だけにカツテないスペシャル!!～
- 2012年10月05日 - DaisyBar Autumn Fes 2012～First Impression～
- 2012年10月13日 - MINAMI WHEEL 2012
- 2012年11月23日 - 金沢 ROCK Street Market 2012
- 2012年12月03日 - 冷牟田竜之 presents Taboo ～HIYAMUTA 50th Anniv. Special～
- 2012年12月19日 - ザ50回転ズ Do You Remember R&R Tour?
- 2012年12月20日 - Knock On Dime Special
- 2012年12月21日 - 片山ブレイカーズ&ザ★ロケンローパーティ「フラッシュバックロック」
- 2013年03月11日・13日・14日・24日 - 爆弾ジョニーのイミナシ!TOUR2013 「我が人生にイミナシ!」
- 2013年03月17日 - HAPPY JACK 2013
- 2013年03月18日 - RockDaze!外伝'13march
- 2013年04月16日 - ロックンロールサーカス2013春～驚愕の3マン編～
- 2013年04月20日 - オワリカラ presents スペイン坂ロックフェスティバル「渋谷モンパルナス」
- 2013年04月28日 - Niigata Rainbow ROCK Market
- 2013年05月26日 - SUPER BEAVER 『世界が目を覚ますのなら』Release Tour 2013～目覚める、ラクダ～
- 2013年06月06日 - ロックンロール新世紀～Ultra Dynamic Stroll On! vol.4 That Is Rock And Roll!編
- 2013年06月09日 - ロックスアップ vol.01 ～ROCKを体感せよ!!～
- 2013年08月10日 - TREASURE05X 2013 10th Anniversary ～three gates of wonder 1st day～
- 2013年08月25日 - LONDON NITE SUMMER JAMBOREE 2013
- 2013年10月05日 - MEGA☆ROCKS 2013
- 2013年10月12日 - MINAMI WHEEL 2013
- 2013年10月16日・17日・18日 - THE NEATBEATS×ザ50回転ズ「大阪ブギウギツアー～九州情熱編」
- 2013年10月26日 - 音生サーキット 2013 HALLOWEEN SPECIAL
- 2013年12月11日 - Destroy Before Reading vol.22
- 2013年12月26日 - WELCOME TO 2014 -中日本 YEAR END FEAST-
- 2014年01月12日 - 心斎橋の如く2014
- 2014年01月13日・02月21日 - SET YOU FREE TOUR 2014
- 2014年01月14日 - NEXT KOBE!!!
- 2014年01月27日 - エレキサーカス45
- 2014年02月01日 - Cold Shot Tone Works presents "波紋"Vol,2
- 2014年02月05日 - オリジナルSEX PISTOLS"Glen Matlock"ジャパンツアー「ALL THE BEST!!!」
- 2014年02月14日 - 毒を喰らわば皿まで舐れ!
- 2014年02月28日 - the twenties 2nd mini album「palm」発売記念公演「パァーーーム!」
- 2014年03月07日 - the twenties 2nd mini album『palm』発売記念『ぶっ殺し散歩ツアー』
- 2014年03月12日 - shibuya eggman presents.「SEMTH #19」～eggman 33th Aniversary 2days SPECIAL!!～
- 2014年03月14日 - 爆弾ジョニー自主企画「red cloth presents 月刊爆弾ジョニー」
- 2014年03月15日 - hotspring TOUR 2014『THREE MINUTES GOLD』
- 2014年03月16日 - HAPPY JACK 2014
- 2014年03月22日 - FEVER OF SHIZUOKA2014
- 2014年03月23日・04月28日 - ROCK the ROCK!!
- 2014年03月26日・28日・04月04日・11日 - THE BOHEMIANNS NEW TOUR 2014 ～夢と理想のツーマン～
- 2014年03月28日・06月14日・15日 - ザ50回転ズ全国47都道府県全県ツアー「KEEP ON ROLLIN' TOUR～全国くまなく50本!!編～」
- 2014年04月10日 - Pangea 3rd Anniversary『agartha20140410』
- 2014年04月13日 - The DHDFD's v.s. KING BROTHERS Japan tour 2014
- 2014年04月23日 - ROCKERS meets DaisyBar 9thAnniversary
- 2014年04月29日 - COMIN'KOBE14
- 2014年07月22日 - 「RESPECTABLE ROOSTERS→Z RE-BIRTH」 VIVA FUJI ROCK
- 2014年08月02日 - SET YOU FREE
- 2014年08月14日 - 現在地vol.2
- 2014年08月15日 - KYOTO MOJO presents
- 2014年08月16日 - TREASURE05X 2014 ～summer triangle～
- 2014年08月20日 - Beat Happening!SHIBUYA R&R SUMMER PANIC!
- 2014年08月28日 - red cloth 11th ANNIVERSARY～事実!!最高スリーマンナイト!!～
- 2014年09月07日 - OTODAMA'14 ～音泉魂～
- 2014年09月09日 - MOJOMOJO vol.1
- 2014年09月10日 - FASTER,FASTER vol.3 ～KYOTO MOJO 15th Anniversary～
- 2014年09月13日 - Cranio Night vol.4
- 2014年09月15日 - 菊池毅紅布勤続十周年「SWEET 10 YEARS」～最終日～
- 2014年09月21日 - Natural Born Killers
- 2014年09月27日 - the coopeez newbalance tour FINAL ～東京編～
- 2014年10月04日 - ファンダンゴ27回目の神経衰弱
- 2014年10月05日 - KISHU ROCK IMPACT 2014 -和歌山最大級 野外音楽祭-
- 2014年10月13日 - MINAMI WHEEL 2014
- 2014年10月18日 - SET YOU FREE SUMMER FESTA 2014
- 2014年10月20日・22日・23日・27日・29日 - ircle 1st full album release tour 「iしかないのか?」
- 2014年10月25日 - 祝トップス25周年 SCRAMBLE Fes ～四半世紀の交差点～
- 2014年11月01日・02日・03日 - NEW BEAT EXPRESS
- 2014年11月22日 - 激戦潮流 Vol.3
- 2014年11月27日・28日 - 八十八ヶ所巡礼 バックドロップシンデレラWレコ発ツアー『八十八ヶ所でウンザウンザを踊る』
- 2014年12月30日 - RAIKO -来光- RISING 2014
- 2014年12月31日 - O-Crest YEAR END PARTY 2014 Special 3DAYS!
- 2015年01月10日 - SA 2015 OPENING UP TOUR <起>
- 2015年01月12日・02月20日 - SET YOU FREE TOUR 2015
- 2015年02月15日 - DIPLOMA CIRCUIT 2015
- 2015年02月21日 - SET YOU FREE × CLUB JUNK BOX presents
- 2015年02月22日 - SET YOU FREE "いしがきGOOD LUCKステージSP" CROSS OVER ～CLUB CHANGE WAVE 移転4周年イベント～ だけどthe five morioka
- 2015年03月03日 - Daisy Bar 10th Anniversary～TRIPLE BARREL～
- 2015年03月13日 - MINAMI CROSS FEVER #36 ～爆裂ロックンロール3マン～
- 2015年03月14日 - TENJIN ONTAQ 天神音たく
- 2015年03月15日 - HAPPY JACK 2015
- 2015年03月17日・18日 - FACE IT!!
- 2015年03月28日 - ロックンロール新世紀～Ultra Dynamic Stroll On! vol.7」 2days
- 2015年04月01日 - club FLEEZ&Rudy presents『FRuit』hotspring『田舎のカーボーイツアー』～夕陽の対バン編～
- 2015年04月03日 - DONUT presents「ROCK'N'ROLL SHOWCASE VOL.2」
- 2015年04月18日 - 首振りの舞踏会
- 2015年04月19日 - 魔界大宴会vol.32 首振りの舞踏会!
- 2015年04月29日 - COMIN'KOBE15
- 2015年05月12日・13日 - 八十八ヶ所巡礼ツアー ～秋田巡礼～
- 2015年05月23日 - Hearts 16th Anniversary uni-rock fes vol.16
- 2015年06月07日 - SAKAE SP-RING 2015
- 2015年06月13日 - 東京スクールオブミュージック&ダンス専門学校学園祭「西葛祭 2015」BeROCK!!2015
- 2015年07月24日 - RAD ROCK RIOT "SUMMER SPECIAL" ～FREEDOM NAGOYA2015後夜祭～ DAY.5
- 2015年08月01日 - DENIMS "Daily use" release tour.
- 2015年08月02日 - SET YOU FREE ROAD TO SUMMER FESTA -WEST-
- 2015年08月07日 - 激戦潮流 vol.7 ～撃鉄 vs 0.8秒と衝撃。 vs Droog～
- 2015年08月21日 - New Age Ideology
- 2015年08月23日 - MUTANT MONSTERアルバム発売記念"真夏の誘惑"ツアー
- 2015年08月27日 - チョコレートボーイフレンド vol.2
- 2015年08月29日 - KITAZAWA TYPHOON 2015
- 2015年09月05日 - MINAMI CROSS FEVER ♯45
- 2015年09月06日 - OTODAMA'15～音泉魂～
- 2015年09月12日 - LASTGASP presents 『the Last resort』
- 2015年09月19日 - KiNGONS presents【I MY ME MIND vol.16】
- 2015年09月21日 - いしがきミュージックフェスティバル 2015
- 2015年09月29日 - 新宿LOFT×THE TOKYO 2015年ぶっ通し企画『LET'S GO LOFT!オレたちしんじゅく族』9月編
- 2015年10月14日 - ジェリーフィッシュフラワーズ III Release Tour2015
- 2015年10月17日 - SET YOU FREE SUMMER FESTA 2015
- 2015年10月18日 - 激戦潮流 vol.9
- 2015年10月31日 - 高円寺周遊型フェス「BOYS ON DREAM～一生青春!!～」略してボイドリ。Vol.2
- 2015年11月01日 - ザ・キャプテンズpresents『失神天国十番勝負 其の十 VS Droog』
- 2015年12月06日 - FOX LOCO PHANTOM presents 「爆音都市 ～下北沢バイオレンス～」
- 2016年01月30日 - HEESEY with the Young Dudes !!
- 2016年02月06日 - はんなりロックフェスティバル2016
- 2016年02月07日 - でらロックフェスティバル 2016
- 2016年02月11日 - LIVEHOLIC presents サイケな夜を駆け抜けろ!
- 2016年02月15日 - LOOKING GOOD!!!
- 2016年02月21日 - STANCE PUNKS「P.I.N.S JAPAN TOUR」
- 2016年03月06日 - KiNGONS presents "W-CUP vol.6" KiNGONS V.S Droog
- 2016年03月12日 - TENJIN ONTAQ 2016
- 2016年03月13日・15日・17日 - FACE IT!!
- 2016年03月20日 - HAPPY JACK 2016
- 2016年03月26日 - 道玄坂異種格闘技祭 "STAR-MAKER"
- 2016年03月29日 - Zher the ZOO YOYOGI 11th Anniversary "Double Fantastic !!"
- 2016年04月04日 - Shake it Up
- 2016年04月05日 - MINAMI CROSS FEVER #56
- 2016年04月24日 - WE WILL ROCK YOUR WORLD VOL.2
- 2016年04月29日 - SEX MACHINEGUNS 春の祭典 2016 DAY.2 ～対バン編～
- 2016年05月04日 - 「SCRAMBLE Fes 2016」
- 2016年05月21日 - 武蔵野音楽祭 『蓮の音カーニバル2016』
- 2016年06月08日 - VOO DOO NIGHT TOKYO「東雲」リリースツアー
- 2016年07月10日 - Yellow Studs「door」リリースツアー
- 2016年07月29日 - PIRATE SHIP 2016
- 2016年08月13日 - さよならじゃなく、この歌をうたう
- 2016年09月17日 - Eggs presents TOKYO CALLING 2016
- 2016年09月28日 - テスラは泣かない。 March our cell in KAGOSHIMA -会場限定e.p「march our cell」release party-
- 2016年11月06日 - WarRock NITE 2016 ～BAND LIVE SPECIAL～
- 2016年11月26日 - ビレッジマンズストア『正しい夜明け』Release Tour
- 2016年12月31日 - Good bye 2016 ～A Happy New Year 2017～ 『道玄坂異種格闘技戦 vol.90』
- 2016年12月31日 - Zher the ZOO YOYOGI COUNT DOWN LIVE～Good-Bye 2016 / Hello 2017～
- 2017年01月15日 - 九代目梅雨将軍2man series FINAL! 最後の将軍
- 2017年03月12日 - Rock'n Roll Party 2017 ～UPSET中井 50歳祭り～
- 2017年03月21日 - エレキサーカス54
- 2017年04月09日 - DaisyBar 12th Anniversary - <LOOKING GOOD!!!>
- 2017年04月23日 - T.O.P.S presents"SCRAMBLE FES"
- 2017年05月20日 - 武蔵野音楽祭 蓮の音カーニバル2017
- 2017年05月21日 - ビレッジマンズストア「正しい夜遊び」リリースツアー
- 2017年09月16日 - 「LIBERTY NIGHT Vol.1」
- 2017年09月17日 - TOKYO CALLING 2017
- 2017年10月08日 - MINAMI WHEEL 2017
- 2017年11月03日 - Large House Satisfaction「抜けた牙を探しに行くツアー」
- 2017年11月18日 - 愛と狂気のロックンロール東日本サーキット2017
- 2017年12月29日 - CHELSEA HOTEL Presents "赤くぬれ!!年末SP"
- 2017年12月31日 - 道玄坂異種格闘技戦vol.99×eureka!vol.3
- 2018年02月04日 - でらロックフェスティバル 2018
- 2018年03月24日 - RAD ROCK RIOT SPRING SPECIAL day.6